# José Antonio Reyes
José Antonio Reyes Calderón (Utrera (Sevilla), 1 september 1983 – Alcalá de Guadaíra,
1 juni 2019) was een Spaans betaald voetballer die doorgaans als vleugelaanvaller speelde. Hij was actief van 2000 tot en met 2019. Reyes maakte van 2003 tot en met 2006 deel uit van het Spaans voetbalelftal, waarvoor hij 21 interlands speelde en vier keer scoorde. Reyes won vijf keer de UEFA Europa League en is daarmee anno 2025 nog altijd recordhouder.

## Clubvoetbal
Reyes stroomde door vanuit de jeugd van Sevilla FC, waar hij in het seizoen 1999/00 op zestienjarige leeftijd debuteerde in het eerste elftal. Nadat de club in 2000 degradeerde naar de Segunda División A werd Reyes teruggezet naar het tweede elftal. Sevilla promoveerde in 2001 als kampioen van de Segunda División A weer naar de Primera División en Reyes kreeg opnieuw een kans in het eerste. Reyes speelde in de volgende drie seizoenen bijna honderd competitiewedstrijden voor de club en speelde zich in de kijker bij Arsenal, dat hem in januari 2004 contracteerde. Met de Engelse club werd Reyes in zijn eerste seizoen kampioen in de Premier League zonder te verliezen. In 2005 volgde FA Cup-winst. In de met 2-1 van FC Barcelona verloren finale van de UEFA Champions League 2005/06 speelde Reyes de laatste vijf minuten als invaller voor Alexander Hleb. Arsenal verhuurde Reyes in 2006 voor een seizoen aan Real Madrid, terwijl de Braziliaan Júlio Baptista de omgekeerde weg bewandelde. Hij overtuigde Los Merengues niet genoeg om hem over te nemen. Met twee doelpunten in de laatste wedstrijd van het seizoen tegen RCD Mallorca gaf de aanvaller Real Madrid wel het laatste zetje naar het kampioenschap in de Primera División.
Reyes won in 2015/16 voor de derde keer op rij de UEFA Europa League met Sevilla FC. Voor hem persoonlijk was het de vierde keer dat hij dit toernooi won, nadat hij dit in 2009/10 al eens deed met Atlético Madrid. Hiermee werd hij gedeeld recordhouder met zijn landgenoot Enric Ribelles, die het toernooi vier keer won toen het nog Jaarbeursstedenbeker heette (in 1958 en 1960 met FC Barcelona en in 1962 en 1963 met Valencia). Reyes speelde hiernaast ook zeven wedstrijden in de Europa League voor Atlético Madrid in 2011/12, toen de club het toernooi ook won. Hij vertrok toen alleen zelf in de winterstop naar Sevilla. Sevilla was de eerste club in de geschiedenis die de Europa League drie keer achter elkaar won. Reyes was een van zes spelers die in alle drie die jaren deel uitmaakte van de ploeg, samen met Daniel Carriço, Vicente Iborra, Kévin Gameiro, Vitolo en Coke. In de finale van 2014/15 was hij aanvoerder van het team. Op 28 juni 2016 tekende hij een contract voor het seizoen 2016/17 bij RCD Espanyol. Nadat hij een half jaar zonder club zat, speelde Reyes in 2018 eerst voor Córdoba CF en vervolgens op het tweede niveau in China voor Xinjiang Tianshan Leopard. In januari 2019 verbond hij zich voor een half jaar aan Extremadura UD waar hij samen speelde met Diego Capel.

## Overlijden
Reyes kwam op 35-jarige leeftijd om bij een auto-ongeluk op de A-376 in de gemeente Alcalá de Guadaíra, Sevilla. Bij het ongeluk kwam ook zijn neef om het leven en raakte een andere passagier zwaargewond. Reyes zou bij een snelheid van 237 km/u de macht over het stuur verloren zijn.

## Cluboverzicht
| Seizoen | Club              | Competitie         | Wed. | Goals |
| ------- | ----------------- | ------------------ | ---- | ----- |
| 1999/00 | Sevilla FC        | Primera División   | 1    | 0     |
| 2000/01 | Sevilla FC        | Segunda División A | 1    | 0     |
| 2001/02 | Sevilla FC        | Primera División   | 29   | 8     |
| 2002/03 | Sevilla FC        | Primera División   | 34   | 9     |
| 2003/04 | Sevilla FC        | Primera División   | 21   | 5     |
| 2003/04 | Arsenal           | Premier League     | 13   | 2     |
| 2004/05 | Arsenal           | Premier League     | 30   | 9     |
| 2005/06 | Arsenal           | Premier League     | 26   | 5     |
| 2006/07 | → Real Madrid     | Primera División   | 30   | 6     |
| 2007/08 | Atlético Madrid   | Primera División   | 26   | 0     |
| 2008/09 | → Benfica         | SuperLiga          | 24   | 4     |
| 2009/10 | Atlético Madrid   | Primera División   | 30   | 2     |
| 2010/11 | Atlético Madrid   | Primera División   | 34   | 6     |
| 2011/12 | Atlético Madrid   | Primera División   | 13   | 0     |
| 2011/12 | Sevilla FC        | Primera División   | 19   | 1     |
| 2012/13 | Sevilla FC        | Primera División   | 26   | 4     |
| 2013/14 | Sevilla FC        | Primera División   | 21   | 0     |
| 2014/15 | Sevilla FC        | Primera División   | 19   | 3     |
| 2015/16 | Sevilla FC        | Primera División   | 24   | 1     |
| 2016/17 | RCD Espanyol      | Primera División   | 21   | 3     |
| 2017/18 | Córdoba CF        | Segunda División   | 17   | 1     |
| 2018    | Xinjiang Tianshan | China League One   | 14   | 4     |
| 2018/19 | Extremadura UD    | Segunda División   | 9    | 0     |
| Totaal  | Totaal            | Totaal             | 482  | 73    |

## Nationaal elftal
Reyes debuteerde in september 2003 in het Spaans nationaal elftal, waarmee hij deelnam aan onder meer het WK 2006.

## Erelijst

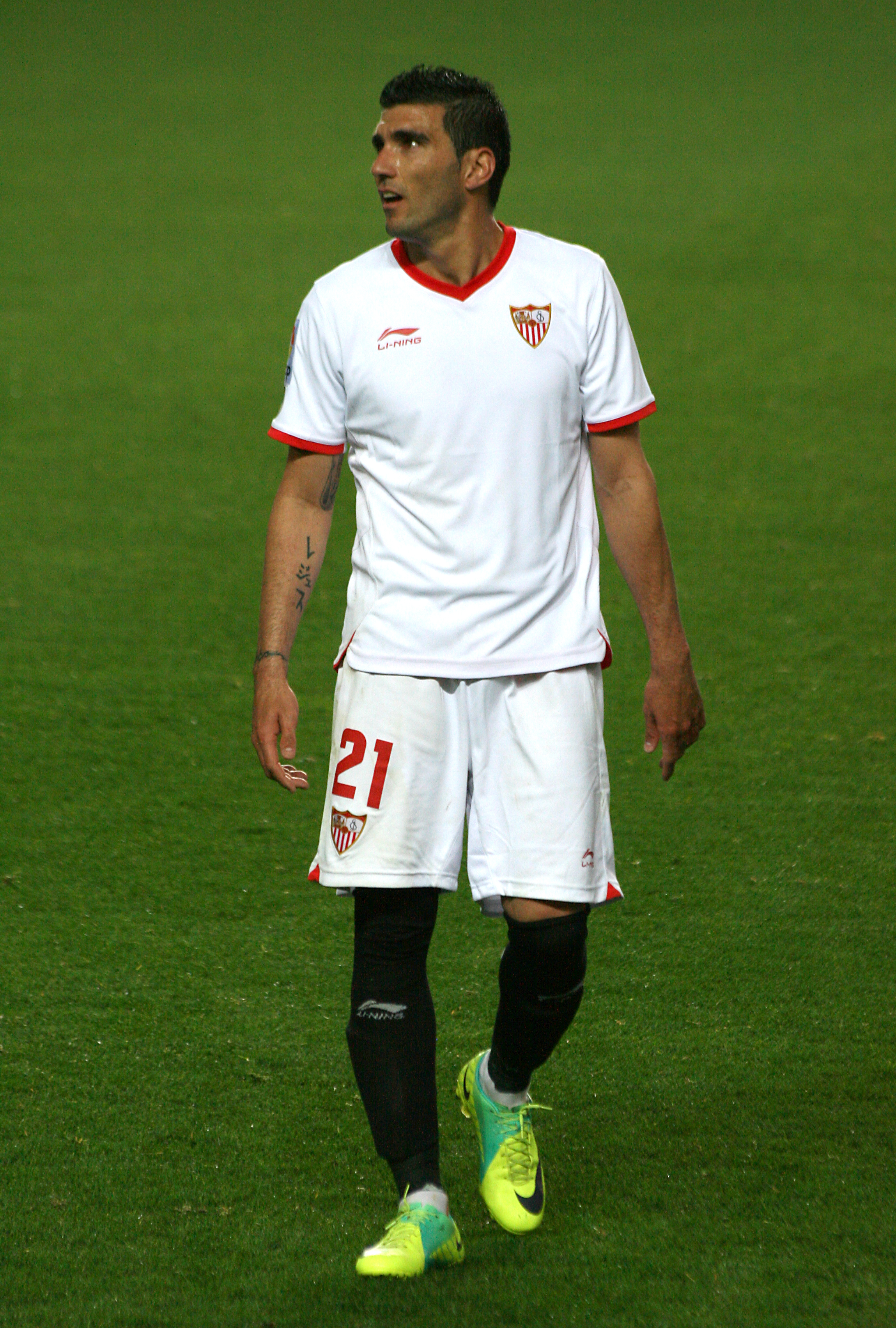
José Antonio Reyes in actie voor Sevilla FC in 2012.

| Competitie          |         |                           |         |         |
| Competitie          | Aantal  | Jaren                     |         |         |
| Sevilla             | Sevilla | Sevilla                   | Sevilla | Sevilla |
| ------------------- | ------- | ------------------------- | ------- | ------- |
| UEFA Europa League  | 3x      | 2013/14, 2014/15, 2015/16 |         |         |
| Segunda División A  | 1x      | 2000/01                   |         |         |
| Arsenal             |         |                           |         |         |
| Premier League      | 1x      | 2003/04                   |         |         |
| FA Cup              | 1x      | 2004/05                   |         |         |
| FA Community Shield | 1x      | 2004                      |         |         |
| Real Madrid         |         |                           |         |         |
| Primera División    | 1x      | 2006/07                   |         |         |
| Benfica             |         |                           |         |         |
| Taça da Liga        | 1x      | 2008/09                   |         |         |
| Atlético Madrid     |         |                           |         |         |
| UEFA Europa League  | 2x      | 2009/10, 2010/11          |         |         |
| UEFA Super Cup      | 1x      | 2010                      |         |         |
| UEFA Intertoto Cup  | 1x      | 2007 (1 van 11)           |         |         |
| Spanje -19          |         |                           |         |         |
| UEFA EK onder 19    | 1x      | 2002                      |         |         |